# Invasão Secreta (série de televisão)
Secret Invasion (br/prt: Invasão Secreta) é uma minissérie estadunidense de super-herói criada por Kyle Bradstreet para o Disney+, baseada nos quadrinhos Invasão Secreta, da Marvel Comics. É a nona série de televisão do Universo Cinematográfico Marvel (UCM) produzida pelo Marvel Studios, dando continuidade aos filmes da franquia. A série mostra Nick Fury e seus aliados, que tentam impedir uma invasão Skrull da Terra. Bradstreet é o roteirista principal, com direção de Ali Selim.
Samuel L. Jackson reprisa seu papel como Nick Fury, junto com Ben Mendelsohn como Talos, com Kingsley Ben-Adir, Killian Scott, Samuel Adewunmi, Dermot Mulroney, Richard Dormer, Emilia Clarke, Olivia Colman, Don Cheadle, Charlayne Woodard, Christopher McDonald e Katie Finneran também estrelando. O desenvolvimento da série começou em setembro de 2020, com Bradstreet e Jackson ligados ao projeto. O título e a premissa da série, junto com a escalação de Mendelsohn, foram revelados em dezembro de 2020. Escalações de elenco adicionais ocorreram ao longo de março e abril de 2021, seguido pela contratação de Ali Selim em maio para dirigir a série. As filmagens começaram em Londres em setembro de 2021 e foram concluídas no final de abril de 2022. Filmagens adicionais ocorreram em West Yorkshire e em Liverpool, Inglaterra.
Secret Invasion estreou em 21 de junho de 2023 e lançou seis episódios até 26 julho. É a primeira série da Fase Cinco do UCM. A série recebeu avaliações mistas dos críticos, que elogiaram o desempenho de Jackson, mas criticaram o roteiro, o ritmo e os efeitos visuais.

## Sinopse
Nick Fury trabalha com Talos, um Skrull alienígena metamorfo, para descobrir uma conspiração de um grupo de Skrulls renegados liderados por Gravik que planejam obter o controle da Terra se passando por diferentes humanos ao redor do mundo.

## Elenco
- Samuel L. Jackson como Nick Fury:
O ex-diretor da S.H.I.E.L.D. que estava trabalhando com os Skrulls no espaço por anos antes de retornar à Terra.[5][6] Fury está no espaço há tanto tempo em parte porque está "desgastado" e incerto de "seu lugar no mundo" após a morte de seus colegas em Avengers: Endgame (2019).[3] Jackson disse que a série se aprofundaria no passado e no futuro de Fury e permitiria que ele "explorasse algo além da fodão de quem Nick Fury é",[7] e "para descobrir quem ele era e investigar o quanto seu trabalho realmente pesa em sua vida pessoal". Ele continuou que Secret Invasion permitiu que ele "descobrisse algumas coisas e elaborasse algumas coisas novas" com Fury, o que Jackson não teve a oportunidade de fazer em suas aparições anteriores.[8] O produtor executivo Jonathan Schwartz acrescentou a isso, observando que "os pecados de seu passado começam a assombrá-lo mais uma vez", dado que as coisas que ele teve que fazer para proteger a Terra no passado têm custos e ramificações.[3]
- Ben Mendelsohn como Talos: O líder de uma seita Skrull e aliado de Fury.[9] Mendelsohn observou como Talos, junto com Fury, "perdeu o caminho" e está "enfrentando isso" desde que foi visto pela última vez em Captain Marvel (2019).[10]
- Kingsley Ben-Adir como Gravik:
O líder de um grupo de Skrulls rebeldes que se separou da facção de Talos, acreditando que a melhor maneira de ajudar sua espécie é se infiltrar na Terra para obter os recursos de que precisam. Ele estabelece sua operação em um local radioativo desativado na Rússia,[3] e tem ódio da maioria dos Skrulls que trabalham para ele, acreditando que eles sejam idiotas. Ben-Adir trabalhou para encontrar o nível adequado de ódio para retratar em cada cena, já que sentiu que Gravik não confia em ninguém e odeia a todos, mas ainda precisa dos outros Skrulls para atingir seus objetivos.[11] O diretor Ali Selim diz que Gravik não é um terrorista nem "apenas um bandido com uma bomba" e a série exploraria os motivos de suas ações.[12] Lucas Persaud retrata Gravik criança.[13]
- Killian Scott como Pagon: Um Skrull rebelde e segundo no comando de Gravik. Ben-Adir disse que Gravik vê que Pagon tem ambição e quer ser um líder, mas "ele não tem coragem de aceitar".[11]
- Samuel Adewunmi como Beto: Um recruta Skrull rebelde.[14]
- Dermot Mulroney como Ritson: O presidente dos Estados Unidos.[15]
- Richard Dormer como Prescod: Um agente da S.H.I.E.L.D. que descobriu o plano dos Skrulls para invadir a Terra.[16][14]
- Emilia Clarke como G'iah:
A filha de Talos que trabalha para Gravik. Clarke descreveu G'iah como tendo "uma espécie de sentimento punk" para ela, acrescentando que ser "uma criança refugiada" a "endureceu". Ela tem ressentimento em relação a Fury, já que ele não foi capaz de cumprir as promessas que fez em Captain Marvel de encontrar um novo lar para os Skrulls.[3] Clarke trabalhou com Mendelsohn para criar a história de fundo de G'iah e Talos para "preencher muitas lacunas", com Clarke acreditando que G'iah teria tido uma "educação disciplinada com treinamento", já que os Skrulls são uma espécie guerreira, que teria levado a uma "necessidade feroz de sua própria independência" ao julgar algumas das escolhas de Talos.[10] G'iah foi anteriormente interpretada como uma criança no filme Captain Marvel por Auden L. Ophuls e Harriet L. Ophuls.[17]
- Olivia Colman como Sonya Falsworth:[18]
Uma agente de alto escalão do MI6 que é uma antiga aliada de Fury, procurando proteger os interesses de segurança nacional da Inglaterra durante a infiltração.[3][19] Descrita como "uma presença mais antagônica" na série, Schwartz disse que ela poderia trabalhar com ou contra Fury, dependendo dos objetivos desejados,[3] com Jackson chamando os dois de "aminimigos". Jackson acrescentou que a representação de Falsworth por Colman mudou sua dinâmica com Fury, já que ela interpretou a personagem "aconchegante e confusa" em vez de contenciosa, o que permitiu que os dois "trabalhassem juntos em uma harmonia que é mais satisfatória para a história e nosso passado do que qualquer outra forma".[20]
- Don Cheadle como Raava / James "Rhodey" Rhodes:
Uma Skrull fêmea se passando por Rhodes (um oficial da Força Aérea dos EUA e Vingador que opera a armadura do Máquina de Combate) que serve como emissário e conselheiro do Presidente Ritson.[21][22] Nisha Aaliya interpreta Raava em sua forma Skrull.[22] Jackson disse que Rhodes seria como um "animal político" na série ao invés de usar sua armadura.[3] Cheadle observou que isso tornava Rhodes mais um adversário do que em suas aparições anteriores no UCM, com o personagem dividido entre ser "um militar seguindo a cadeia de comando" e alguém que pode atuar "fora da caixa".[15] Assim que Fury percebe que Rhodes foi substituído por uma Skrull, Cheadle sentiu os dois entrarem em "uma espécie de jogo de gato e rato", cada um tendo informações comprometedoras sobre o outro.[21] O verdadeiro Rhodes é finalmente liberado de sua cápsula de contenção Skrull no final da série.[23]
- Charlayne Woodard como Varra / Priscilla Davis: Uma Skrull que é esposa de Nick Fury e tem uma história com Gravik.[24] Varra assumiu a semelhança da Dra. Priscilla Davis, que sofria de um defeito cardíaco congênito.[25]
- Christopher McDonald como Chris Stearns: Um Skrull posando como apresentador de notícias do FXN e membro do conselho Skrull.[26][27] O personagem foi baseado no apresentador Tucker Carlson e no Fox News Channel.[14][27]
- Katie Finneran como Rosa Dalton: Um cientista que trabalha para os Skrulls pesquisando várias amostras de DNA para o projeto "Colheita".[28]

Cobie Smulders, Martin Freeman e O. T. Fagbenle reprisam seus respectivos papéis como Maria Hill, Everett K. Ross e Rick Mason. O primeiro episódio revela que Ross foi substituído por um Skrull, e também mostra a morte de Hill. Smulders sabia da morte da personagem durante suas conversas iniciais para entrar na série. Tony Curran como Derrik Weatherby, o diretor do MI6 que foi substituído por um Skrull. Curran interpretou anteriormente Bor em Thor: The Dark World (2013) e Finn Cooley na segunda temporada de Daredevil. Também aparecem Ben Peel como o Skrull Brogan que é torturado por Sonya; Seeta Indrani como Shirley Sagar, Christopher Goh como Jack Hyuk-Bin, Giampiero Judica como Secretário Geral da OTAN Sergio Caspani e Anna Madeley como a primeira-ministra do Reino Unido Pamela Lawton, todos membros do conselho Skrull; Juliet Stevenson como a mãe de Maria Hill, Elizabeth; e Charlotte Baker e Kate Braithwaite como Soren, a esposa de Talos e mãe de G'iah, que foi morta por Gravik; Baker interpreta a forma humana de Soren enquanto Braithwaite interpreta sua forma Skrull. Soren foi anteriormente interpretada por Sharon Blynn em Captain Marvel e Spider-Man: Far From Home (2019). Carmen Ejogo foi escalada para um papel, mas acabou não aparecendo.

## Episódios
| N.º | Título                            | Dirigido por | Escrito por                                                        | Exibição original   |
| --- | --------------------------------- | ------------ | ------------------------------------------------------------------ | ------------------- |
| 1 | "Resurrection" "Ressureição (BR)" | Ali Selim    | Kyle Bradstreet e Brian Tucker                                     | 21 de junho de 2023 |
| Em Moscou, Talos persegue Everett K. Ross por matar um agente da CIA. Maria Hill chega para ajudar Ross, mas descobre que ele é um Skrull e liga para Nick Fury, que retorna à Terra. Encontrando-se com Talos, Fury descobre que Talos foi exilado do Conselho Skrull e o ex-aliado, Gravik, assumiu uma posição de liderança e está reunindo os Skrulls para realizar ataques terroristas na Rússia. Fury é posteriormente sequestrado por agentes do MI6 e levado para encontrar uma velha conhecida, Sonya Falsworth. Ele propõe uma aliança para parar Gravik, mas ela se recusa. Usando uma camêra para espionar ela e o primeiro-ministro, Fury e Talos localizam outro Skrull e aliado de Gravik, Vasily Poprishchin, mas Fury mata Poprishchin após não conseguir interrogá-lo. Talos se reúne com sua filha, G'iah, que se encontrou com Poprischin antes de adquirir bombas para os rebeldes. Depois de afirmar que Gravik matou sua mãe Soren, G'iah revela o plano dos rebeldes para atacar a Praça Vossoyedineniye no Dia da Unidade e marca os locais das bombas. No entanto, Fury, Hill e Talos descobrem tarde demais que os locais são iscas antes de Gravik detonar as bombas, se disfarçar de Fury e atirar em Hill. Fury e Talos são forçados a fugir e abandoná-la.         |                                   |              |                                                                    |                     |
| 2 | "Promises" "Promessas (BR)"       | Ali Selim    | Roteiro : Brian Tucker História: Brant Englestein and Brian Tucker | 28 de junho de 2023 |
| Em 1997, Fury recruta vários refugiados Skrull, incluindo um jovem órfão Gravik, em troca de ajudá-los a encontrar um novo planeta natal. No presente, Talos revela a Fury que um milhão de Skrulls vivem na Terra. Fury, furioso, continua sozinho e se encontra com a mãe de Hill. Como os EUA estão envolvidos no bombardeio, Gravik se reúne com o Conselho Skrull e ganha o apoio da maioria (incluindo do apresentador de notícias da FXN, Chris Stearns, e da primeira-ministra do Reino Unido, Pamela Lawton) para liderar os Skrulls em uma nova guerra. A vereadora dissidente Shirley Sugar contata Talos para marcar um encontro entre ele e Gravik. Em Londres, Fury se encontra com o coronel James Rhodes para explicar a situação, mas Rhodes dispensa Fury e o culpa pelo bombardeio e pela morte de Hill. Sonya interroga um rebelde preso, Brogan, que revela que Gravik está construindo uma máquina capaz de fortalecer os Skrulls com a ajuda de um casal de cientistas, os Daltons. G'iah descobre que os rebeldes estão fazendo experiências com DNA estranho, antes de acompanhar Gravik para matar Brogan. Fury volta para casa e encontra sua esposa, Priscilla, que é uma Skrull.                                                                                     |                                   |              |                                                                    |                     |
| 3 | "Betrayed" "Traído (BR)"          | Ali Selim    | Roxanne Paredes e Brian Tucker                                     | 5 de julho de 2023  |
| Gravik revela ao Conselho Skrull que pretende criar Super-Skrulls com habilidades especiais usando o DNA energizado. Ele também explica que enviou rebeldes para se infiltrarem na Marinha Real a fim de lançar mísseis contra uma aeronave das Nações Unidas. Gravik se encontra com Talos para negociar um parlay, mas a discussão é interrompida quando o primeiro ameaça matar G'iah. G'iah secretamente envia a Talos informações sobre o ataque da Marinha Real. Fury, zangado por Talos ter permitido que tantos Skrulls se infiltrassem na Terra, relutantemente pede a Talos para ajudá-lo a parar Gravik. Eles contatam Sonya e descobrem o nome do oficial encarregado do Quartel-General do Comando Naval, o Comodoro Robert Fairbanks. Fury e Talos invadem a casa de Fairbanks e o interrogam, descobrindo que ele é um Skrull. Ele provoca Talos para matá-lo. Talos contata G'iah, que adquire o código de autorização de Fairbanks para que possam abortar o lançamento do míssil a tempo. G'iah tenta fugir, mas Gravik—que suspeitava de sua traição—atira nela e a deixa para morrer. Enquanto isso, Priscilla contata secretamente uma pessoa desconhecida, desejando falar com Gravik, o que é negado.                                                                      |                                   |              |                                                                    |                     |
| 4 | "Beloved" "Amado (BR)"            | Ali Selim    | Brian Tucker                                                       | 12 de julho de 2023 |
| Antes de tentar fugir dos rebeldes, G'iah usou a máquina de Gravik para se fortalecer com as habilidades Extremis. Isso permite que ela se recupere do tiro de Gravik e se encontre com Talos. Ele explica a ela que está planejando pedir ao presidente dos Estados Unidos para ajudar os Skrulls depois que eles pararem os rebeldes com sucesso, o que desaponta G'iah, que esperava por um plano mais forte para encontrar um novo lar para eles. Priscilla se encontra com Rhodes—que é uma Skrull chamada Raava disfarçada—e ele a instrui a matar Fury. Ambos não sabem que Fury está ouvindo a conversa. Fury mais tarde confronta Priscilla sobre isso, mas eles fazem as pazes depois que ela revela que fez um juramento a sua contraparte humana de nunca machucar seu amante. Fury visita Rhodes e compartilha uma bebida com ele para secretamente dar a Rhodes um rastreador líquido. Fury e Talos o seguem enquanto ele vai buscar Ritson para conversar com a Rússia. Gravik e os rebeldes atacam o comboio de Ritson disfarçados de terroristas russos. Fury e Talos extraem Ritson inconsciente, mas Talos é ferido no processo. Gravik esfaqueia Talos fatalmente na frente de Fury, que sai com Ritson.                                                                      |                                   |              |                                                                    |                     |
| 5 | "Harvest" "Colheita (BR)"         | Ali Selim    | Michael Bhim e Brian Tucker                                        | 19 de julho de 2023 |
| Após o ataque fracassado a Ritson, Pagon critica Gravik por não ter matado Fury e o acusa de enganar os outros Skrulls. Gravik o mata em retaliação. Fury confronta Rhodes no hospital, mas Rhodes revela que divulgou ao público a filmagem de Gravik matando Maria Hill, colocando Fury em uma lista de vigilância global. Um grupo de Skrulls organiza um motim contra Gravik e tenta matá-lo, mas falha e Gravik mata todos eles, incluindo Beto. Fury se encontra com G'iah, que revela que Gravik está procurando por algo que chamou de "A Colheita". Falsworth rastreia a Dra. Rosa Dalton, uma Skrull disfarçada, e a questiona sobre a máquina de DNA em New Skrullos. Rhodes mostra a Ritson fotos de New Skrullos, implicando a Rússia como apoiadora da invasão Skrull, e aconselha um ataque ao complexo. Gravik liga para Fury e se oferece para cancelar o ataque se ele trouxer a Colheita pessoalmente. G'iah e Priscilla realizam um funeral para Talos e mais tarde são emboscadas por um grupo de Skrulls enviados por Gravik. A dupla derruba o grupo com sucesso. Na Finlândia, Fury leva Falsworth a um túmulo marcado com seu nome, que contém a Colheita, e se prepara para enfrentar Gravik.                                                                           |                                   |              |                                                                    |                     |
| 6 | "Home" "Lar (BR)"                 | Ali Selim    | Kyle Bradstreet e Brian Tucker                                     | 26 de julho de 2023 |
| Fury confronta Gravik em New Skrullos, dá a ele a Colheita, e pede que ele poupe a Terra e conquiste outros planetas. Gravik se recusa antes de usar a Colheita para se fortalecer e tentar matar Fury, apenas para descobrir que é G'iah disfarçada de Fury, que também usou a Colheita. Os dois lutam, com G'iah eventualmente matando Gravik. Enquanto isso, Raava consegue convencer Ritson a autorizar um ataque nuclear em New Skrullos, mas é enganado por Sonya para providenciar a evacuação de Ritson. Raava tenta retaliar, mas é morta por Fury. Ritson cancela o ataque, permitindo que G'iah liberte os prisioneiros humanos de Gravik, como Ross e Rhodes. Na sequência, Ritson emite um novo projeto de lei declarando todas as espécies fora do mundo como forças hostis e ameaça caçar os Skrulls restantes na Terra, causando agitação enquanto civis assassinam publicamente vários oficiais de alto escalão por medo de que sejam Skrulls. Sonya se encontra com G'iah e propõe uma parceria para proteger os Skrulls contra o projeto de lei de Ritson. Depois de alertar Ritson sobre a agitação que ele causou, Fury pede a Varra que venha para a S.A.B.E.R. com ele para ajudar a negociar em uma cúpula de paz com os Kree. Ela concorda e eles deixam a Terra juntos. |                                   |              |                                                                    |                     |

## Produção

### Desenvolvimento
Em setembro de 2020, foi revelado que Kyle Bradstreet estava desenvolvendo uma série de televisão para o serviço de streaming, Disney+, focada no personagem Nick Fury da Marvel Comics. Anteriormente o personagem havia sido uma das dez propriedades anunciadas em setembro de 2005 pelo presidente e CEO da Marvel Entertainment, Avi Arad, sendo desenvolvido para o cinema pelo estúdio recém-formado, Marvel Studios, depois que a Marvel recebeu financiamento para produzir a lista de filmes que seriam distribuídos pela Paramount Pictures; Andrew W. Marlowe foi contratado para escrever o roteiro de um filme do Nick Fury em abril de 2006. Em abril de 2019, depois que Samuel L. Jackson interpretou Nick Fury em dez filmes do Universo Cinematográfico Marvel (UCM) e na série de televisão Agents of S.H.I.E.L.D., Richard Newby, do The Hollywood Reporter, sentiu que era hora do personagem receber seu próprio filme, chamando o personagem de "o ativo mais poderoso do UCM ainda não explorado totalmente". Jackson foi contratado para reprisar seu papel na série de Bradstreet, com este último escrevendo e atuando como produtor executivo.
Em dezembro de 2020, o presidente do Marvel Studios, Kevin Feige, anunciou oficialmente uma nova série intitulada Secret Invasion, com Jackson co-estrelando com Ben Mendelsohn no papel de Talos novamente. A série é baseada na história em quadrinhos de mesmo nome de 2008–09, com Feige descrevendo-a como uma "série de eventos crossover" que se conectaria com futuros filmes do UCM; a premissa da série a descreveu ainda como uma série de eventos de crossover. O Marvel Studios optou por fazer uma série de Secret Invasion em vez de um filme, porque isso lhes permitia fazer algo diferente do que tinham feito antes. Os diretores estavam sendo escalados para a série em abril de 2021, com Thomas Bezucha e Ali Selim contratados um mês depois, supostamente para dividir os episódios igualmente, ou um para dirigir quatro episódios e os outros dois. No entanto, Selim finalmente dirigiu toda a série. Feige, Louis D'Esposito, Victoria Alonso, Brad Winderbaum, e Jonathan Schwartz também são os produtores executivos, ao lado de Jackson, Selim, Bradstreet e Brian Tucker.

### Roteiro
Tucker, Brant Englestein e Roxanne Paredes são os roteiristas da série. Feige disse que a série não procura seguir fielmente a história em quadrinhos de Invasão Secreta, em termos do número de personagens apresentados ou do impacto no universo mais amplo, e observou que a história em quadrinhos apresenta mais personagens do que o filme Avengers: Endgame (2019). Em vez disso, ele descreveu Secret Invasion como uma vitrine para Jackson e Mendelson, que exploraria os elementos de paranoia política da história em quadrinhos Secret Invasion "que foi ótima com as reviravoltas que ocorreram". Os criativos também foram inspirados pelos romances de espionagem da era da Guerra Fria de John le Carré, as séries de televisão Homeland (2011–2020) e The Americans (2013–2018), assim como o filme The Third Man (1949). Selim observou como a série às vezes transita entre espionagem noir e faroeste, destacando o filme The Searchers (1956) como uma inspiração de faroeste. Feige disse que a série serviria como uma continuação da história de Captain Marvel ao lado de sua sequência The Marvels (2023), mas teria um tom diferente desses filmes . Jackson disse que a série revelaria algumas das coisas que aconteceram durante o Blip. Cobie Smulders descreveu a série como "um drama muito fundamentado e realista" que estava "lidando com problemas humanos reais e lidando com confiança".
Discutindo os Skrulls, extraterrestres metamorfos de pele verde que podem copiar perfeitamente qualquer ser humano à vontade, Jackson sentiu que sua inclusão introduziu "um aspecto político" no sentido de que sua capacidade de mudar de forma faz as pessoas questionarem quem pode ser confiável e "O que acontece quando as pessoas ficam com medo e não entendem as outras pessoas? Você não pode dizer quem é inocente e quem é culpado neste caso particular". O primeiro episódio revela que Everett K. Ross foi substituído por um infiltrado Skrull, enquanto o quarto episódio revela que James "Rhodey" Rhodes foi substituído pela Skrull Raava. Feige explicou que os criadores escolheram Rhodes para ser um Skrull porque estavam procurando por um personagem estabelecido do UCM que os espectadores não esperariam ser um Skrull e para introduzir uma nova experiência para os espectadores reassistirem a suas aparições anteriores no UCM e questionarem se ele era um Skrull. Eles abordaram o ator Don Cheadle durante o desenvolvimento inicial da série sobre isso, que gostou da oportunidade de poder "brincar com diferentes lados de Rhodey que nunca vimos antes". É revelado que Rhodes foi substituído por um Skrull "por um longo tempo" e é visto vestindo uma bata de hospital ao ser liberado de sua cápsula de contenção. Isso foi interpretado por alguns como significando que ele havia sido substituído após os eventos de Captain America: Civil War (2016), uma teoria que Selim reconheceu, embora ele não confirmasse isso especificamente, dizendo que "tem que ser definitivo ou é mais divertido para o público voltar e revisitar cada momento" desde Civil War para questionar se Rhodes era um Skrull ou não.

### Elenco
Esperava que Jackson reprisasse seu papel na série com a revelação de seu desenvolvimento em setembro de 2020. Quando a série foi oficialmente anunciada em dezembro, Feige confirmou a escalação de Jackson e anunciou que Mendelsohn iria co-estrelar. Kingsley Ben-Adir foi escalado como o Skrull Gravik, o papel do "vilão principal", em março de 2021, e no mês seguinte, Olivia Colman foi escalada como Sonya Falsworth, junto com Emilia Clarke como G'iah, a filha de Talos, e Killian Scott como Pagon, o segundo no comando de Gravik. Em maio de 2021, Christopher McDonald se juntou ao elenco como um personagem recém-criado, ao invés de um dos quadrinhos, que tinha o potencial de aparecer em outras séries e filmes do UCM. O personagem foi baseado no apresentador da vida real Tucker Carlson. Carmen Ejogo se juntou ao elenco em novembro de 2021, e no mês seguinte, Cobie Smulders foi escalada para reprisar seu papel como Maria Hill. Em fevereiro de 2022, fotos do set revelaram que Don Cheadle apareceria em seu papel de James "Rhodey" Rhodes, junto com Dermot Mulroney como Ritson, o presidente dos Estados Unidos. No mês seguinte, Jackson confirmou que Martin Freeman e Cheadle apareceriam na série, com Freeman reprisando seu papel como Everett K. Ross. Em setembro de 2022, foi revelado que Charlayne Woodard foi escalada para a série como a esposa de Fury, Priscilla.
Samuel Adewunmi e Katie Finneran foram revelados como parte do elenco em março de 2023, com Adewunmi como o Skrull Beto e Finneran como a cientista Rosa Dalton. Richard Dormer aparece como Agente Prescod, enquanto O. T. Fagbenle reprisa seu papel de Black Widow (2021) como Rick Mason.

### Design

#### Cenários e figurinos
Frank Walsh é o designer de produção, enquanto Claire Anderson é a figurinista. Em Secret Invasion, Fury não usa seu tapa-olho característico, que Jackson observou ser uma escolha do personagem. Ele explicou: "O patch é parte de quem era o forte Nick Fury. É parte de sua vulnerabilidade agora. Você pode olhar para ele e ver que ele não é uma pessoa perfeitamente indestrutível. Ele não se sente como aquele cara".

#### Sequência de abertura
A sequência de abertura foi criada pela Method Studios usando inteligência artificial generativa, o que gerou uma reação significativa online. Alguns comentaristas sentiram que este foi um momento particularmente ruim, já que a série foi lançada durante a greve dos roteiristas dos Estados Unidos de 2023, para a qual o uso de inteligência artificial sobre pessoas reais foi um problema fundamental. O Method Studios emitiu um comunicado em resposta às críticas afirmando que nenhum de seus artistas foi substituído por inteligência artificial para a sequência e que a tecnologia, existente e personalizada para esta série, foi apenas uma ferramenta que sua equipe usou para alcançar uma aparência final específica. A declaração elaborou que muitos elementos na sequência foram criados usando ferramentas e técnicas tradicionais, e a tecnologia de inteligência artificial foi usada apenas para adicionar uma "aparência sobrenatural e alienígena" que a equipe criativa sentiu "perfeitamente alinhada com o tema geral do projeto e a estética desejada".

### Filmagens
As filmagens começaram em 1º de setembro de 2021 em Londres, sob o título provisório "Jambalaya", com Thomas Bezucha e Ali Selim dirigindo os episódios da série, e Sylvaine Dufaux e Remi Adefarasin como diretores de fotografia. As filmagens estavam previstas para começar em meados de agosto de 2021. Jackson começou a filmar suas cenas em 14 de outubro, depois de já trabalhar no filme The Marvels (2023) que estava filmando em Londres na mesma época. As filmagens ocorreram em West Yorkshire, Inglaterra, incluindo Leeds em 22 de janeiro, Huddersfield em 24 de janeiro, e em Halifax no Piece Hall de 24 a 31 de janeiro de 2022. As filmagens ocorreram na Estação Liverpool Street em 28 de fevereiro de 2022. As filmagens terminaram em 25 de abril de 2022. Filmagens adicionais também deveriam ocorrer pela Europa.
Jackson revelou em meados de junho de 2022 que retornaria a Londres em agosto para trabalhar nas refilmagens de Secret Invasion, depois de fazer o mesmo em The Marvels. Christopher McDonald estava voltando a Londres no final de julho para as refilmagens, que, segundo ele, tornariam a série "melhor" e "muito mais profunda do que antes". Ele também indicou que um novo roteirista foi trazido para a produção para trabalhar no material adicional. Jackson terminou suas refilmagens em 12 de agosto de 2022, enquanto Clarke filmou cenas em Londres no final de setembro. Eben Bolter foi o diretor de fotografia durante as filmagens adicionais, que duraram quatro meses.

### Pós-produção
James Stanger, Melissa Lawson Cheung, Pete Beaudreau e Drew Kilcoin são os editores. enquanto Georgina Street é a produtora de efeitos visuais e Aharon Bourland é o supervisor de efeitos visuais. Os efeitos visuais da série foram fornecidos pela Digital Domain, FuseFX, Luma Pictures, MARZ, One of Us, Zoic Studios e Cantina Creative.

## Trilha sonora
Em fevereiro de 2023, foi revelado que Kris Bowers iria compor a trilha sonora da série e já estava trabalhando na trilha na época. A principal faixa-título da série, "Nick Fury (Main Title Theme)", foi lançada digitalmente como single pela Marvel Music e Hollywood Records em 20 de junho.
Todas as músicas compostas por Kris Bowers.
| Secret Invasion: Vol. 1 (Episodes 1-3) |                                |         |  |
| N.º                                    | Título                         | Duração |  |
| 1.                                     | "Nick Fury (Main Title Theme)" | 2:04    |  |
| 2.                                     | "He's One of Them"             | 3:03    |  |
| 3.                                     | "Stolen Identity"              | 2:02    |  |
| 4.                                     | "Moscow Madness"               | 4:41    |  |
| 5.                                     | "Child Survivor"               | 3:39    |  |
| 6.                                     | "The Promise"                  | 3:20    |  |
| 7.                                     | "They're All Spies"            | 4:17    |  |
| 8.                                     | "Sonya"                        | 2:28    |  |
| 9.                                     | "A Need for Vengeance"         | 4:09    |  |
| 10.                                    | "Shootout"                     | 2:35    |  |
| 11.                                    | "I Choose Blood"               | 5:34    |  |
| 12.                                    | "Blown Cover"                  | 9:25    |  |
| Duração total:                         | Duração total:                 | 47:00   |  |

## Marketing
A primeira imagem da série foi lançada no Disney+ Day em 12 de novembro de 2021. Mais imagens foram exibidas em julho de 2022 na San Diego Comic-Con. Adam B. Vary, da Variety, disse que a filmagem tinha uma "vibração geral ... de paranóia e mau pressentimento", acreditando que a série se encaixaria com o maior "fio anti-heróico" da Fase Cinco do UCM. O primeiro trailer da série estreou na D23 Expo 2022 em setembro de 2022. Austen Goslin, da Polygon, sentiu que o trailer era "principalmente uma recapitulação do enredo da série", enquanto Anthony Breznican, da Vanity Fair, observou como Fury tinha os dois olhos e disse que ele "parece ter acabado de confiar nos outros para ajudar a salvar o mundo". Tamera Jones, do Collider, sentiu que o trailer estava "repleto de ação com explosões e intrigas, emitindo mais uma vibração de espionagem do que um mistério paranoico divertido".
O segundo trailer estreou durante o Sunday Night Baseball na ESPN em 2 de abril de 2023. Edidiong Mboho, do Collider, sentiu que o trailer "evoca emoção e entusiasmo" igual o primeiro e forneceu "o mesmo senso de urgência e paranóia da infiltração Skrull". Mboho elogiou o trailer por apresentar o elenco de estrelas da série "sem revelar muito" de seu enredo. Dais Johnston, da Inverse, sentiu que cada cena do trailer fornecia uma "história de espionagem chamativa, mas corajosa, que troca os poderes e piadas de trabalhos anteriores pela engenhosidade e estratégia pelas quais Nick Fury é conhecido". Sam Barsanti, do The A.V. Club, disse que o trailer apresentava "mais do preço físico e psicológico que a vida em geral teve em Fury". No início de junho de 2023, um site de marketing viral foi criado para a série que apresentava um clipe de cinco minutos do primeiro episódio e um novo trailer da série. O site bloqueado foi inicialmente revelado por meio de imagens enigmáticas tuitadas na conta oficial da série no Twitter, que incluíam pistas para formar a senha que permitia o acesso a ele. Na San Diego Comic-Con 2023, ocorreu uma "invasão" Skrull, com fãs vendo ou se tornando Skrulls na convenção.

## Lançamento
Secret Invasion teve um evento de estreia no tapete vermelho realizado em Los Angeles no El Capitan Theatre em 13 de junho de 2023. A série foi lançada no Disney+ em 21 de junho de 2023, e consistirá em seis episódios. Anteriormente, esperava-se que fosse lançada no início de 2023. Faz parte da Fase Cinco do UCM. Os três primeiros episódios foram disponibilizados no Hulu de 21 de julho a 17 de agosto de 2023, para promover o final da série.

## Recepção

### Crítica
O site Rotten Tomatoes relatou um índice de aprovação de 57%, com uma pontuação média de 6,80/10, com base em 182 avaliações. O consenso do crítico do site afirma: "Uma vitrine bem merecida para Samuel L. Jackson, Secret Invasion se estabiliza após um início um tanto lento, levando o UCM em uma direção mais sombria e madura". O Metacritic, que usa uma média ponderada, atribuiu à série uma pontuação de 63 em 100 com base em 24 críticos, indicando "críticas geralmente favoráveis".
Richard Newby, da Empire, deu à série 4 de 5 estrelas, sentindo que era "um drama tenso e fascinante que presenteia seus atores com material de peso e encoraja seu público a olhar além do brilho do super-heroísmo". Newby descobriu que a série deu uma "virada acentuada" em relação à sensação de conforto dos projetos anteriores do UCM devido à representação de temas maduros, como terrorismo e tortura. Eric Deggans, do NPR, elogiou o desempenho de Samuel L. Jackson e chamou a série de "antídoto para a fadiga do super-herói", escrevendo: "Ao centrar-se em um Nick Fury envelhecido que está lutando para lidar com uma crise criada por suas próprias promessas quebradas, temos uma a história se concentrou muito mais em um herói imperfeito do que em algum tipo de super-pessoa fazendo malabarismos com carros gerados por computador".
Lucy Mangan, do The Guardian, deu ao programa uma nota de 3 de 5 estrelas, afirmando: "Alguns momentos na última série de TV da Marvel lembram como os atores brilhantes são totalmente assistíveis – apesar deste passeio mais sombrio e maduro precisar de um pouco mais de reflexão". Barry Hertz do, The Globe and Mail, disse: "As perseguições são lentas, as explosões meh, todo o ritmo e tempo lentos... A verdadeira loucura de Secret Invasion é que obriga os melhores atores de qualquer série da Marvel até agora a se contorcer enquanto entregam um diálogo expositivo de enfraquecimento da alma".

### Reconhecimentos
Secret Invasion recebeu uma indicação por Melhor Aventura de Fantasia para Série de TV/Streaming (Trailer/Teaser/TV Spot) no Golden Trailer Awards de 2023.

## Futuro
Em setembro de 2022, Feige afirmou que Secret Invasion levará aos eventos de Armor Wars, com Cheadle confirmado para reprisar seu papel como Rhodes. The Marvels, em que Jackson reprisa seu papel como Fury, também serve como continuação de Secret Invasion, além de fios narrativos estabelecidos no filme Avengers: Endgame (2019) e nas séries WandaVision (2021) e Ms. Marvel (2022).